# Richard Kelley
Richard Kelley (ur. 24 lipca 1904, zm. w kwietniu 1984) – brytyjski polityk Partii Pracy, deputowany Izby Gmin.

## Działalność polityczna
W okresie od 8 października 1959 do 3 maja 1979 reprezentował okręg wyborczy Don Valley w brytyjskiej Izbie Gmin.